# Villers-Saint-Sépulcre
Villers-Saint-Sépulcre település Franciaországban, Oise megyében. Lakosainak száma 981 fő (2022. január 1.). Villers-Saint-Sépulcre Bailleul-sur-Thérain, Berthecourt, Hermes, Montreuil-sur-Thérain, Ponchon és Warluis községekkel határos.

## Népesség
A település népessége az elmúlt években az alábbi módon változott:
| Lakosok száma | 951  | 957  | 989  | 1002 | 1007 | 1012 | 1028 | 1010 | 981  |
|               | 2013 | 2015 | 2016 | 2017 | 2018 | 2019 | 2020 | 2021 | 2022 |